# Thailändska köket

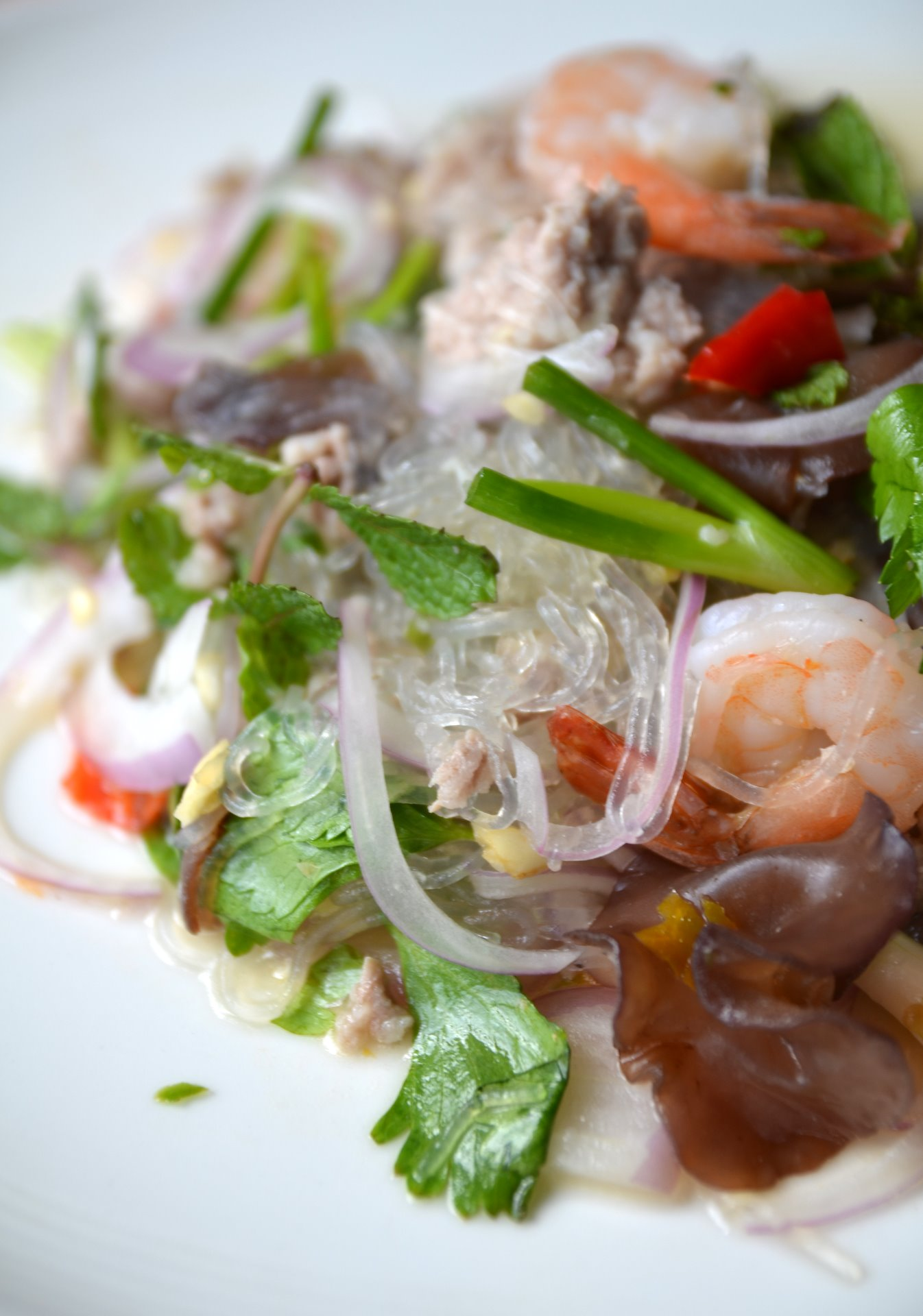
En thailändsk nudelsallad med glasnudlar, räkor, chili och koriander.

Thailändska köket har sin matbas i ris, fisk och grönsaker. Thailands långa kust och många vattendrag har gjort att fisk och skaldjur är mer vanliga i matlagningen än exempelvis fläsk eller nötkött. Vanliga kryddor i maten är lök, chili, vitlök, galangarot, basilika, koriander, ingefära och sojasås. Sältan i maträtter kommer ofta från den speciella fisksåsen. Det är vanligt med kryddblandningar i form av currypastor, till exempel röd eller grön currypasta.

## Influenser
Det thailändska köket har hämtat influenser från många länder. Exempelvis kommer nudlarna troligen från Kina. Från såväl Kina som Indien har många kryddor hämtats. Portugiser förde med sig chili från Sydamerika till Thailand på 1500-talet och det var då den kryddstarka maten började tillredas. I nordöstra Thailand finns influenser från det laotiska köket.

## Thailändsk mat i Sverige
Sala Thai på Sankt Eriksplan i Stockholm var enligt egen utsago först i Sverige med att servera thaimat, året ska ha varit 1987.

## Hur man äter
I Thailand äter man minst 2-3 förrätter som alla serveras på samma gång och alla äter av allt. Efter förrätten äter man flera huvudrätter, även de serveras på samma gång och alla äter av allt. Man skall helst inte blanda flera maträtter, utan ta lite ris eller nudlar och lite av en rätt, äta upp, och sedan i stället ta på nytt flera gånger. Ibland serveras både förrätter och huvudrätter på samma gång. Till sist är det en efterrätt som serveras som oftast består av tropiska frukter.
På restaurang sitter man oftast vid bord och äter med bestick eller pinnar. I hemmiljö sitter man mestadels på golvet och äter. De bestick man använder är gaffel och sked och ibland pinnar som används mest till nudlar. Ingen kniv behövs på grund av att kött och grönsaker ofta är möra och skivade i små bitar.